# Joseph Gabel
Pour les articles homonymes, voir Gabel.
Joseph Gabel (12 juillet 1912 — 15 juin 2004) est un psychiatre, sociologue et philosophe français d'origine hongroise.

## Biographie
Né à Budapest en 1912, Joseph Gabel immigre en France à l'âge de 19 ans pour étudier la médecine, car la Hongrie avait mis en place dès 1920 un numerus clausus limitant à 6% le nombre de Juifs pouvant être admis en enseignement supérieur,,,. En 1939, il achève une thèse portant sur Le génie et la folie dans l’œuvre de Maupassant,,,.
Penseur engagé, il est resté toute sa vie fidèle au marxisme en étant toutefois hostile au léninisme, au stalinisme et à la pensée de Louis Althusser,.
Pendant la Seconde Guerre mondiale, il entre en clandestinité, enseignant à Toulouse avec de faux-papiers, puis il part pour l'Espagne. Sa mère est morte en déportation à Auschwitz en 1945. De retour en France après la Libération, il poursuit ses études en tant qu'interne en psychiatrie, à Paris. Il acquiert la citoyenneté française en 1950.
Il passe ensuite une thèse d'État sous la direction d'Eugène Minkowski, publiée sous l'intitulé La Fausse Conscience. Essai sur la réification, en 1962. Après quoi il enseigne à l’université Mohammed-V de Rabat de 1965 à 1971, puis à l’université d'Amiens de 1971 à 1980.

## Activités de recherche
Dans son ouvrage La Fausse Conscience : essai sur la réification, Joseph Gabel tente d'intégrer la pensée marxiste, en particulier les concepts de « fausse conscience » et de « réification » — développés notamment par Karl Mannheim et Georg Lukács — à une analyse psychopathologique des états schizophréniques. Il fait le lien entre des cas de schizophrénie appartenant à la variété « rationalisme morbide » (« planisme morbide », c'est-à-dire une règlementation géométrisante et « surrationalisante » de toutes les activités humaines, utilitarisme, pensée anhistorique, univers concentrationnaire ») et la fausse conscience, la pensée non dialectique, réifiée, aliénée (« une même réalité vue sous des angles différents »). Il affirme, en puisant chez Gisela Pankow dont les travaux « se rattachent à la tradition psychanalytique, mais aussi à la pensée d'E. Minkowski », et dans une moindre mesure Jacques Lacan, y avoir « tenté d'élaborer une théorie dialectique de l'aliénation clinique (Interprétation de la schizophrénie comme forme individuelle de la conscience réifiée). »  Ailleurs, il prétend avoir « essayé […] de dégager la place des processus d'abstraction par rapport à la dialectique et ceci dans un sens très proche des développements de M. Guvitch. » Dans un article de 1960, il revient sur la fausse conscience et la définit provisoirement comme « une forme de prise de conscience déréaliste et dépersonnalisante due à une dégradation de la qualité de l'expérience dialectique. C'est une conscience réifiée et réifiante car l'univers de la réification est en même temps un univers antidialectique. La fausse conscience est enfin une forme de conscience de structure schizophrénique. » Il conclut que « la fausse conscience est une forme de prise de conscience dédialectisante à l'échelle collective, [et que] le délire schizophrénique est une forme extrême — un "cas limite" — de conscience non-dialectique à l'échelle individuelle. » Il y soutient aussi que les concepts d'aliénation, de réification, de dépersonnalisation se retrouvent dans les Manuscrits de 1844 de Karl Marx, dans lesquels, selon lui, on retrouve « quelques-uns des thèmes essentiels d'Histoire et conscience de classe » de Lukács. Gabel présente ce livre comme « l'ouvrage maudit qui a rénové la réflexion marxiste », et « sans doute l'un des ouvrages les plus conséquemment dialectiques de toute la littérature marxiste ».
Guy Debord, dans le § 217 de  La Société du Spectacle, écrit:
« Le parallélisme entre l’idéologie et la schizophrénie établi par Gabel (La Fausse Conscience) doit être placé
dans ce processus économique de matérialisation de l’idéologie. Ce que l’idéologie était déjà, la société l’est
devenue.[...]. Dans une société où personne ne peut plus être reconnu par les autres, chaque individu devient incapable de reconnaître sa propre
réalité. L'idéologie est chez elle ; la séparation a bâti son monde »
Joseph Gabel déclare avoir « émis une à peu près en même temps qu'Arieti et indépendamment de lui, une hypothèse identique quant au rôle de l'identification épistémologique dans les mécanismes de la schizophrénie, hypothèse fondée sur l'épistémologie d'E. Meyerson (Identité et réalité) et sur les théories d'E. Minkowski ».
À propos de son essai sur La Réification, il affirme avoir voulu esquisser une synthèse entre le concept d'aliénation au sens clinique et psychiatrique et l'aliénation prise dans son sens marxiste.
Joseph Gabel poursuit ses analyses dans Sociologie de l’aliénation (1971), Idéologies (2 tomes, 1974 et 1978) et L’Aliénation aujourd’hui (1974). Il est l'auteur de plusieurs articles de l'Encyclopædia Universalis et il s'intéresse à la pensée de Karl Mannheim. Il collabore également à la revue L'Homme et la société.
Dans Sociologie de l'aliénation, il affirme avoir « essayé de montrer […] que l'essentiel de l'apport puritain à la constitution de l'éthos capitaliste n'était pas comme le croyait Weber, la rationalité, mais la réification. »
Influencé par Lukács, il voyait en ses travaux « une profonde parenté [avec] la signification de l'œuvre de Kafka » : « L'univers de Kafka est très exactement celui décrit dans Histoire et Conscience de Classe mais vu dans l'optique et analysé par les moyens propres du romancier. Les années se situant autour de 1920 ont été — comme l'a observé un jour Georges Lapassade — particulièrement fertiles en œuvres "désaliénantes" : Lukàcs, Kafka, Moreno et son "psychodrame", mouvement surréaliste : j'y ajouterai l'essai — oublié — de Paul Szende : Verhüllung und Enthülling (paru en 1922). Même certains aspects de l'œuvre de V. Pareto —, "désaliénateur" de droite — appartiennent à ce contexte. »

### Critique de certains courants marxistes
Joseph Gabel, tout en se réclamant de Marx et de certains penseurs marxistes, réprouve certaines positions prises au nom du marxisme, ou bien critique certains courants marxistes qu'il appelle orthodoxe, scolastique… selon les textes et les thèmes évoqués. Il dénonce un « marxisme orthodoxe qui s'éloign[e] de plus en plus de la dialectique pour devenir précisément une idéologie, c'est-à-dire, dans l'acceptation marxiste du terme, un système d'idées "en contradiction … avec le mouvement historique réel" » ; ce à quoi il oppose par exemple un « marxisme non-dogmatique », ou « certains courants du marxisme ouvert. » Selon lui, c'est « la vie intellectuelle de la République de Weimar [qui] a produit, entre autres, une curieuse forme de marxisme "ouvert" appelé à s'implanter en France au lendemain de la deuxième guerre mondiale, à la faveur d'un climat intellectuel et politique rappelant, dans une large mesure, celui de Weimar. » Gabel soutient qu'« un fondateur d'école ne saurait jamais prendre trop de précaution contre le dogmatisme. Marx n'avait rien, non plus, d'un "marxiste vulgaire". Mais il a omis de prendre ses distances vis-à-vis de ses amis qui allaient le devenir. »

### Critique du stalinisme
Gabel dénonce le stalinisme, dont « toute l'histoire idéologique […] n'est guère qu'un long et patient effort pour éliminer tout élément dialectique du marxisme quitte à justifier — généralement à l'aide d'accusations d'irrationalisme ou d'idéalisme — cette dé-dialiectisation. ».

### Opposition à l’antisémitisme et au négationnisme
Joseph Gabel se dresse contre l'antisémitisme et le négationnisme de la Shoah tels que développés par Robert Faurisson, Maurice Bardèche, Paul Rassinier, James Burnham, Bruno Rizzi (dont il éditait pourtant un texte très peu diffusé, La Bureaucratisation du Monde, contenant un chapitre antisémite, « sans doute l'un des ouvrages-clé de notre temps » selon Gabel), ou encore Roger Garaudy, dénonçant l'antisémitisme de droite comme de gauche (y compris les « manifestations délirantes de l’antisionisme en U.R.S.S. » sous Staline, « de la schizophrénie pure »).

## Publications (sélection)
- Le génie et la folie dans l'œuvre de Maupassant, thèse de Médecine, numéro d'ordre 117, Paris, Jouve, 1940, 36 p.  [rééd. en 1950, Génie et folie chez Guy de Maupassant, Paris, thèse dactylographiée, numéro d'ordre 473, 21 p.].
- « Un ejemplo clinico de racionalismo morboso (el caso François Klein) », Madrid, Garsi, Actas luso-españolas de neurología y psiquiatría, vol. VIII, num. 2, abril 1949, p. 112-119.
- « Psychologie de la Pensée communiste », Paris, Revue socialiste, no 32, 1949 [reproduite dans Formen der Entfremdung : Aufsätze zum falschen Bewusstsein [aus dem Französischen übertragen von Juliane Stiege und Gernot Gather], Frankfurt am Main, Fischer, cop. 1964, 130 p.][8].
- « La Réification : essai d'une psychopathologie de la pensée dialectique », Esprit, no 10, octobre 1951, p. 459-482. Rééd. Éditions Allia, 2009, 63 p.  (ISBN 978-2-84485-323-3)
- « Valeur clinique du test de Szondi », Paris, Psyché, no 61-62, novembre-décembre 1951, 36 p.
- (avec Hubert Mignot) « Contribution à la question de la validité du test de Szondi », Paris, Revue de la psychologie appliquée, t. 2, no 1, janvier 1952, 36 p.
- La fausse conscience. Essai sur la réification, Paris, Les Éditions de Minuit, 1962 (réédition 2023 chez L'Echappée).
- La fausse conscience, In: L'Homme et la société, N. 3, 1967. pp. 157-168. [lire en ligne]
- « L'antisionisme comme idéologie au sens marxiste du terme », paru dans la revue Prétentaine (dirigée par Jean-Marie Brohm), n°9/10, 1998, ""Etranger. Fascisme, antisémitisme, racisme".